# 서량 이씨
서량 이씨(西涼李氏)는 중국의 성씨이다. 서량이 멸망한 이후 북위의 비호로, 그 이후에도 계속 이어졌다고 한다.

## 인물
- 이고
- 이백 (이고의 9대 직계 자손)

## 같이 보기
- 이씨